# Rolloniden
Die Rolloniden, auch Haus Normandie (französisch: Rollonides oder Maison de Normandie; englisch: House of Normandy), sind die Familie der normannischen Grafen und Herzöge der Normandie ab dem Beginn des 10. Jahrhunderts sowie der Könige von England von 1066 bis 1135. Die Rolloniden sind Nachkommen des ersten normannischen Fürsten Rollo.
Nach dem Tod König Heinrichs I. usurpierte Stephan von Blois den englischen Thron und das Herzogtum Normandie. Die Hauptlinie des Geschlechts starb 1167 mit Kaiserin Matilda aus. Die auf das Haus Normandie folgende Plantagenet-Dynastie berief sich auf die Erbrechte Matildas. Sämtliche späteren englischen Monarchen inklusive des heute regierenden Hauses Windsor stammen von den Rolloniden ab. Die Nebenlinien Clare und FitzWalter bestanden im Mannesstamm noch bis ins 14. bzw. 15. Jahrhundert.

## Bekannte Angehörige der Dynastie
Die wohl bekanntesten Mitglieder der Familie sind:
- Wilhelm I., der Eroberer Englands,
- Heinrich I., dessen Sohn, sowie
- Matilda, Heinrichs Tochter, Ehefrau Kaiser Heinrichs V., die im englischen Sprachraum daher Empress Maude genannt wird und aufgrund ihrer zweiten Ehe mit Gottfried Plantagenet die Stammmutter des Hauses Anjou-Plantagenet ist.

## Stammliste

### Die Herzöge der Normandie
1. Rollo (Rolf, Robert), * wohl 860, † 931, 911 Graf von Rouen, Jarl der Normannen; ⚭  , Poppa von Bayeux  ;  
  1. Wilhelm I. Langschwert (Guillaume Longue Épée), * wohl 900, † ermordet 17. Dezember 942, 931 Graf von Rouen, Jarl der Normannen; ⚭ I. Sprota, nordischer Abstammung; ⚭ II. um 940 Ledgard (Luitgard) von Vermandois, * wohl 915/920, † 27. Mai nach 977, Tochter des Grafen Heribert II. (Karolinger), sie heiratete in zweiter Ehe den Grafen Theobald I. von Blois und Chartres († 16. Januar 975) (Haus Blois)
    1. (I) Richard I. ohne Furcht (Sans Peur), * 933, † 20. November 996, 942 Graf von Rouen, Jarl der Normannen, 956–960 Regent von Frankreich, nimmt den Titel eines Herzogs der Normandie an; ⚭ 956/60 Emma, * wohl 943, † nach 19. März 968, Tochter Hugos des Großen, „dux Francorum“, Graf von Paris (Robertiner); die Mutter seiner Kinder war – sofern nicht anders ausgewiesen – die Dänin Gunnora (FitzOsbern)
      1. Geoffroy de Brionne, † wohl 1015, nach 996 Graf von Eu → Nachkommen siehe Clare (Familie)
      2. Richard II., † 28. August 1027, um 1015 Duc de Normandie; ⚭ I. 1000 Judith von Rennes, * 982, † 16. Juni 1017, Tochter von Conan I., Graf von Rennes (Haus Rennes); ⚭ II. 1017, verstoßen, Astrid, 1020 bezeugt, † 9. Mai eines unbekannten Jahres, Tochter des Sven Gabelbart, König von Dänemark, König von England und König von Norwegen (Haus Jelling), sie heiratete in zweiter Ehe Ulf Jarl, Earl in England, Reichsverweser von Dänemark († ermordet 1026) (Haus Estridsson); ⚭ III. Poppa
        1. (I) Richard III., * wohl 1001, † 6. August 1027, 1027 Herzog der Normandie; ⚭ Januar 1027 Adelheid die Heilige (Aelis), * wohl 1009, † 8. Januar 1079, Gräfin von Contenance, gründet Kloster Messines bei Ypern, Tochter von Robert II. der Fromme, 996 König von Frankreich (Kapetinger), in zweiter Ehe heiratete sie 1028 Balduin V. Insulanus Graf von Flandern (Haus Flandern)
          1. Nicolas (unehelich, Mutter: NN), † 1092, 1042 Abt von Saint-Audouin
          2. Tochter (unehelich, Mutter: NN); ⚭ NN Vizegraf von Bayeux
          3. (umstritten) Judith posthuma, * 1028, † 5. März 1094; ⚭ I. um 1045/47 Tostig Godwinson, ⚔ 25. September 1066, Graf von Northumberland (Godwins); ⚭ II. 1070 Welf IV., † 9. September 1101, Herzog von Bayern (Welfen)

        2. (I) Robert I. der Prächtige (le Magnifique), † 22. Juli 1035, 1027 Herzog der Normandie, außerehelich verbunden mit Herleva (Henriette), Tochter von Fulbert und später Ehefrau von Herluin de Conteville
          1. Wilhelm II. der Eroberer (William the Conquerer, Guillaume le Conquérant), * 1027, † 9. September 1087, 1035 Herzog der Normandie, 1066 als Wilhelm I. König von England, 25. Dezember 1066 gekrönt; ⚭ 1053 Mathilde von Flandern, * wohl 1032, † 3. November 1083, Tochter des Grafen Balduin V. Insulanus → Nachkommen siehe unten: Die Könige von England
          2. Adelheid (Adélaide), † 1081/84; ⚭ I. Enguerrand II., ⚔ 1053, Graf von Ponthieu (Haus Ponthieu); ⚭ II. 1053/54 Lambert von Boulogne, Graf von Lens, ⚔ 1054 (Haus Boulogne); ⚭ III. um 1060 Odo III., Graf von Champagne, † nach 1096 (Haus Blois)

        3. (I) Wilhelm (Guillaume), † 1025, geistlich zu Fécamp
        4. (I) Adelheid (Judith), † 7. Juli (vielleicht auch 27. Juli) nach 1037; ⚭ vor 1. September 1016 Rainald I., † 3./4. September 1057, Graf von Burgund (Haus Burgund-Ivrea)
        5. (I) Tochter (Eleonore); ⚭ Balduin IV., Graf von Flandern, † 1035 (Balduine)
        6. (III) Wilhelm (Guillaume), Graf von Arques, 1035 Thronprätendent; ⚭ NN, Tochter des Hugo II. Graf von Ponthieu (Haus Ponthieu)
        7. (unehelich, Mutter: NN) Mauger, † ertrunken 1055 auf Guernsey, 1037 Erzbischof von Rouen
        8. Papia (unehelich, Mutter: NN); ⚭ Wicbert, Sire de Saint-Valéry

      3. Robert, † 1037, Graf von Évreux, 989 Erzbischof von Rouen; ⚭ Herleva, Tochter von Turstin dem Reichen
        1. Richard, † 1067, Graf von Évreux; ⚭ Adelaida von Barcelona, Tochter des Grafen Raimund Borrell I. von Barcelona (Haus Barcelona), Witwe von Roger I. de Tosny (X wohl 1040, Haus Tosny)
          1. Wilhelm (Guillaume), † 1118, Graf von Évreux
          2. Agnès; ⚭ Simon I. von Montfort, † 1087 (Haus Montfort-l’Amaury)

        2. Rudolf (Raoul), † 1051, Seigneur de Gacé
        3. Wilhelm (Guillaume), ⚭ Hadewise de Saint-Céneri, Tochter von Giroie Herr von Échauffour und Montreuil-l’Argillé (Haus Giroie), Witwe von Robert de Grandmesnil
          1. Emma; ⚭ Wilhelm VI. (Guillaume VI.) von Auvergne, Graf von Clermont (Haus Auvergne)
          2. Judith, † 1076; ⚭ November 1061 Roger I., Graf von Sizilien, † 22. Juni 1101 (Hauteville (Adelsgeschlecht))

        4. (wohl fälschlich) Walter le Ewrus[1]

      4. Wilhelm (Guillaume) I., † 2. Januar kurz vor 1040, Graf von Hiémois, nach 996 Eu; ⚭ Lesceline, † geistlich 26. Januar 1057/58, Tochter von Turchotil, seigneur de Tourville (Haus Harcourt), gründet die Abtei Saint-Pierre-sur-Dives → Nachkommen siehe unten: Die Grafen von Eu und Montescaglioso
      5. Mauger, Graf von Corbeil iure uxoris; ⚭ Germaine de Corbeil, Tochter des Grafen Albert (siehe Haus Melun)
        1. Guillaume Warlong, † 1067
          1. Frédéric, 1066 bezeugt
          2. Payan, 1066 bezeugt
          3. Renaud, 1067 bezeugt
            1. Bouchard II., † vor 1101, 1089 Graf von Corbeil; ⚭ Adélaide de Crécy (Haus Montdidier), sie heiratete in zweiter Ehe Guy II. de Rochefort (Haus Montlhéry)
              1. Adélaide, Erbin von Corbeil um 1100; ⚭ Evrard III. von Le Puiset (du Puiset), Vicomte de Chartres, † 21. August 1097 (Haus Le Puiset)

      6. Emma, * 985, † 6. März 1052; ⚭ I. um 1002 Æthelred II., † 23. April 1016, 979/1013 und 1014/1016 König von England (Haus Wessex); ⚭ II. Juli 1017 Knut der Große, † 12. November 1035, 1016 König von England, 1017 König von Dänemark, 1030 König von Norwegen (Jelling-Dynastie)
      7. Beatrix, † 18. Januar 1035; ⚭ Ebles Vicomte de Turenne (Haus Comborn)
      8. Hawise, † 21. Februar 1034; ⚭ 996 Gottfried I. Herzog von Bretagne, † 20. November 1008 (Haus Rennes)
      9. Mathilde, † wohl 1005; ⚭ 1003/04 Odo II. Graf von Blois, † 15. November 1037 (Haus Blois)
      10. Muriella (Mutter: NN), † vor 1020; ⚭ Tankred von Hauteville, † wohl 1041 (Hauteville (Adelsgeschlecht))
      11. Fredesende (Mutter: NN), ⚭ Tankred von Hauteville, † wohl 1041 (Hauteville (Adelsgeschlecht))
      12. (II) Adele (Gerloc), † nach 969; ⚭ 935 Wilhelm I. (Guillaume I.), 934 Graf von Poitou, 953 Graf von Limoges und Auvergne, 959/962 als Wilhelm III. Herzog von Aquitanien, † 3. April 963 (Ramnulfiden)

    2. Thore von Tause, Møre-Jarl; ⚭ um 890 Alof Aarbod, Tochter des Harald Hårfagre, König von Norwegen (Ynglinge)
      1. Bergljot Thoresdatter; ⚭ Sigurd Jarl, † wohl 962 (Ladejarle)

    3. Hallad (Mutter: Hrollaug), Jarl der Orkney-Inseln
    4. Turf-Einar (Mutter: Hrollaug), Jarl der Orkney-Inseln → Nachkommen: siehe unten: Die Jarls der Orkney-Inseln

### Die Könige von England
1. Wilhelm I. der Eroberer (William the Conquerer, Guillaume le Conquérant), * 1027, † 9. September 1087, 1035 Herzog der Normandie, 1066 als Wilhelm I. König von England, 25. Dezember 1066 gekrönt; ⚭ 1053 Mathilde von Flandern, * wohl 1032, † 3. November 1083, Tochter des Grafen Balduin V. Insulanus → Vorfahren siehe oben
  1. Robert II. Courteouse, * wohl 1054, † 7. Februar 1134, 1087-wohl 1096 Herzog der Normandie, seit 1106 im Gefängnis; ⚭ 1100 Sibilla de Conversano, † 1103 in Rom, Tochter des Grafen Goffredo
    1. Wilhelm Clito, * 1101, † 27. Juli 1128 in Aalst, 1127 Graf von Flandern; ⚭ I., geschieden, Sibylle von Anjou, * 1112, † 1165 in Jerusalem, Tochter von Fulko V., Graf von Anjou (Erstes Haus Anjou), sie heiratete 1134 in zweiter Ehe Dietrich von Elsass, 1128 Graf von Flandern († 17. Januar 1168) (Haus Châtenois); ⚭ II. 1128 Johanna von Montferrat, Tochter des Markgrafen Rainer (Aleramiden)
    2. Heinrich (Henri), 1102 bezeugt, † vor 1128
    3. Richard (unehelich, Mutter: NN), † 1100
    4. Wilhelm (Guillaume) (unehelich, Mutter: NN)
    5. Tochter (unehelich, Mutter: NN); ⚭ Elie, Herr von Saint-Saëns

  2. Richard, * 1054/58, † 1081
  3. Wilhelm (William) II. Rufus, † 2. August 1100, 1087 König von England
  4. Guntrade, † 27. Mai 1085; ⚭ 1070 William de Warenne, 1. Earl of Surrey (Guillaume de Varennes), † 24. Juni 1089 (Haus Warenne)
  5. Heinrich (Henry, Henri) I. Beauclerc, * 1068, † 1. Dezember 1135, 1100 König von England, Herzog der Normandie; ⚭ I. 11. November 1100 Edith (Mathilde) von Schottland, * 1079, † 1. Juni 1118, Tochter von Malcolm III., König von Schottland (Haus Dunkeld); ⚭ 29. Januar oder 2. Februar 1121 Adelise, * wohl 1104, † 23. April 1151, Tochter Gottfried der Bärtige, Herzog von Niederlothringen (Reginare), sie heiratete in zweiter Ehe 1138 William d’Aubigny, 1. Earl of Arundel († 12. Oktober 1176) (Haus Aubigny) → uneheliche Nachkommen siehe unten: Uneheliche Nachkommen Heinrichs I.
    1. William Ætheling, * vor 5. August 1103, † ertrunken 25. November 1120 bei Barfleur (Weißes Schiff), 1120 als Wilhelm III. Herzog von Normandie; ⚭ Juni 1119 Mathilde (Mahaut) von Anjou, 1107 bezeugt, † 1154, Tochter von Fulko V., Graf von Anjou, als Witwe Äbtissin von Fontevrault (Erstes Haus Anjou)
    2. Mathilde, * 7. Februar 1102, † 10. September 1167; ⚭ I. 7. Januar 1114 Heinrich V., 1099 deutscher König und 1111 Kaiser, † 23. Mai 1125 (Salier); ⚭ II. 22. Mai 1127 Gottfried V. Plantagenet, † 7. September 1151, Graf von Anjou (Haus Château-Landon) → Nachkommen aus zweiter Ehe: Haus Plantagenet

  6. Cäcilia, * 1055, † 30. Juli 1126, Äbtissin von Fécamp
  7. Adelis, * wohl 1056, † vor 1066
  8. Mathilde, † vor 1112
  9. Konstanze (Constance), * 1061, † 13. August 1090; ⚭ 1086 Alain IV. Fergent, Herzog von Bretagne, † 13. Oktober 1119 (Haus Cornouaille)
  10. Adela, * wohl 1062, † 8. März 1138; ⚭ 1081 Stephan II. Graf von Blois, † 19. Mai (vielleicht auch 27. Mai) 1102 bei Ramleh (Ramallah) (Haus Blois)
  11. Agathe, † vor 1080

### Uneheliche Nachkommen Heinrichs I.
1. Heinrich I., König von England, → Vorfahren siehe oben

- aus der Verbindung mit Ansfride, Witwe von Anskill:

1. Richard, * vor 1101, † ertrunken 25. November 1120 (Weißes Schiff), Earl of Suffolk
2. Fulk, † klein
3. Juliane, nach 1119 geistlich in der Abtei Fontevrault; ⚭ 1103 Eustache de Pacy, Herr von Breteuil und Pacy, † 1136 (FitzOsbern)

- aus der Verbindung mit Edith, 1130 bezeugt

1. Maud † ertrunken 25. November 1120 (Weißes Schiff); ⚭ 1103 Rotrou III., Graf von Perche, † 20. Januar/23. April 1144

- aus der Verbindung mit Edith, Tochter von Forn Sigulfsson

1. Robert FitzEdith, † 31. Mai 1172; ⚭ Mathilde d'Avranches, Herrin von Le Sap, Lady of Okehampton, † 21. September 1173, Erbtochter von Robert d'Avranches, Witwe von William de Courcy
  1. Mary, † 1124; ⚭ Renaud de Courtenay of Sutton, † 1189/90 (Haus Courtenay)

- aus der Verbindung mit Sibyl Corbet, Tochter von Robert, Lord of Alcester (Warwickshire)

1. Reginald de Dunstanville, † 1. Juli 1175, um April 1141 Earl of Cornwall, ⚭ Beatrice FitzRichard, Tochter des William
  1. Denise; ⚭ um 1150 Richard de Redvers, 2. Earl of Devon, † 21. oder 27. April 1162 (Haus Redvers)
  2. Mahaut; ⚭ um 1165 Robert de Beaumont, Graf von Meulan (Haus Beaumont)
  3. Ursula; ⚭ Walter de Dunstanville, Lord of Castle Combe
  4. Sara, † 1206; ⚭ Aymar V., Vizegraf von Limoges, † 1199 (Haus Comborn)
  5. (unehelich) Henry Fitz-Count, † 1222, 1217–1220 Earl of Cornwall

2. Rochese, † wohl 1176, ⚭ vor 1146 Henry de la Pomerai, † vor 1167
3. William, 1120/87 bezeugt
4. Gundred, wohl 1130 bezeugt
5. Sibyl, † 12/13. Juli 1122; ⚭ Alexander I., † 23. April 1124, 1107 König von Schottland (Haus Dunkeld)

- aus der Verbindung mit Nest ferch Rhys, Tochter von Rhys ap Tewdwr von Deheubarth (südwestliches Wales)

1. Henry, * um 1100 † 1157, wohl Juli/August auf Anglesey, auf Narberth Castle und Pebidiog; ⚭ NN
  1. Meiler FitzHenry, † 1220, bestattet in Greatconnell, 1200–1208 Justiciar of Ireland, 1157 auf Narberth Castle und Pebidiog, 1174 Herr von Offaly, 1175 gegen Leix getauscht; ⚭ um 1182 NN, Nichte von Hugh de Lacy
    1. Meiler, † nach 1220

2. zwei Söhne

- aus der Verbindung mit Isabel de Beaumont, Tochter von Robert de Beaumont, 1. Earl of Leicester (Haus Beaumont) und Elisabeth von Vermandois (Kapetinger)

1. Isabel

- aus der Verbindung mit unbekannten Frauen:

1. Robert de Caen, * wohl 1100, † 31. Oktober 1147, 1122 Earl of Gloucester; ⚭ Maud (Mabel/Sibyl), † 1157, Tochter von Robert FitzHamon, Lord of Tewkesbury and Glamorgan, und Sibyl de Montgomery
  1. William FitzRobert, * 23. November vor 1128, † 23. November 1183, Earl of Gloucester, Lord of Tewkesbury and Glamorgan, gründet 1169 die Priorei Keynsham; ⚭ um 1150 Havise de Beaumont, † 24. April 1197, Tochter von Robert de Beaumont, 2. Earl of Leicester (Haus Beaumont), und Amicie de Montfort (Haus Montfort-Laval)
    1. Robert, 1155 bezeugt, † 1166
    2. Mabel, † 1188; ⚭ um 1170 Amaury V. de Montfort, Graf von Évreux, † 13. März 1182 (Haus Montfort-l’Amaury)
    3. Amicia, † Januar 1225; ⚭ um 1180, geschieden vor 1200, Richard de Clare, 3. Earl of Hertford, † 28. November 1217 (Clare (Familie))
    4. Isabel(la), † 14. Oktober 1217; ⚭ I. 29. August 1189, geschieden 1199, Johann Ohneland, 1199 König von England, † 19. Oktober 1216 (Haus Plantagenet); ⚭ II 16/26. Januar 1214 Geoffrey de Mandeville 2. Earl of Essex, † 23. Februar 1216; ⚭ III. 1217 Hubert de Burgh, 1. Earl of Kent, † 12. Mai 1243

  2. Roger, † 9. August 1179, 1164 Bischof von Worcester
  3. Richard, † 3. April 1143, wohl 1135 Bischof von Bayeux, Erzbischof von Rouen
  4. Hamon, ⚔ 1158
  5. Maud, † 29. Juli 1189; ⚭ um 1141 Ranulph de Gernon, 2. Earl of Chester, Vizegraf von Avranches, † 16. Dezember 1153 (Haus Conteville)

2. William de Tracey, † wohl 1136 oder 1140; ⚭ NN
  1. Grace, ⚭ John de Sudeley

3. Gilbert, 1142 bezeugt
4. Maud; ⚭ Conan III. Herzog von Bretagne, † 1148 (Haus Cornouaille)
5. Richilde; ⚭ Guillaume III. Gouet, Herr von Montmirail, * vor 1080
6. Constance (Maud); ⚭ Roscelin de Beaumont, Vizegraf von Maine 1145
7. Alice; ⚭ 1126 Mathieu I. de Montmorency, † 1160, 1138 Connétable von Frankreich (Haus Montmorency)

### Die Grafen von Eu und Montescaglioso
1. Wilhelm (Guillaume) I., † 2. Januar kurz vor 1040, Graf von Hiémois, nach 996 Eu; ⚭ Lesceline, † geistlich 26. Januar 1057/58, Tochter von Turchotil, seigneur de Tourville (Haus Harcourt), gründet die Abtei Saint-Pierre-sur-Dives → Vorfahren siehe oben
  1. Hugo (Hugues), vor 1049 bezeugt, 1050/77 Bischof von Lisieux
  2. Wilhelm (Guillaume) Busac, † nach 1076, 1035/40 bis vor 1052/57 Graf von Eu, 1057/59 Graf von Soissons; ⚭ 1057/59 Adèle, † um 1105, Gräfin von Soissons, Tochter des Grafen Renaud I.
    1. Renaud II., Graf von Soissons 1082/84
    2. Jean, † kurz nach 1115, Graf von Soissons 1106; ⚭ Avéline de Pierrefonds, † nach 1115, Tochter des Nivellon II. und Hadwide
      1. Renaud III., Graf von Soissons, 1141 tritt er die Grafschaft Soissons an Ives II. de Nesle (Haus Nesle) ab und wird geistlich; ⚭ Bathilde, 1137 bezeugt

    3. Manassès, † 1. März 1108, vielleicht auch 1109, 1095 Bischof von Cambrai, 1103 Bischof von Soissons
    4. Tochter (wohl Ramentrudis); ⚭ Ives I. de Nesle (Haus Nesle)
    5. Tochter

  3. Robert, † 8. September 1089/93, vor 1049 bezeugt, 1052 Graf von Eu, gründet die Abtei Le Tréport, begraben in Le Tréport; ⚭ I. Béatrice, † 10. April wohl 1095, begraben in Le Tréport; ⚭ II. Mathilde, * nach 1062, † vor 1094, verstoßen, Tochter von Roger I., Graf von Sizilien (Hauteville (Adelsgeschlecht)), sie heiratete in zweiter Ehe 1080 Raymond IV. de Saint-Gilles, Graf von Toulouse, Graf von Tripolis, † Burg Mons Peregrinus bei Tripolis 28. Februar 1105 (Haus Toulouse)
    1. (I) Wilhelm (Guillaume) II., † 2.1. eines unbekannten Jahres, 1093 Graf von Eu, Lord of Hastings, 1096 geblendet und entmannt; ⚭ I. Béatrice, Schwester von Roger de Builly, Lord of Tickhill; ⚭ II. Hélissende Goz, Tochter von Richard Goz, vicomte d’Avranches (Haus Conteville)
      1. Heinrich (Henri) I., † geistlich 12. Juli 1140 im Kloster Foucarmont, Graf von Eu, Lord of Hastings, 1101 bezeugt, gründet 1129 oder 1130 die Abtei Foucarmont, dort auch bestattet; ⚭ I. Mahaut, † 30.3. wohl 1109; ⚭ II. Hermentrude, † 17. oder 24. April eines unbekannten Jahres; ⚭ III. Marguerite de Sully, † 15. Dezember wohl 1145, Tochter von Guillaume, Sire de Sully, bestattet in Foucarmont
        1. (III) Johann (Jean) I., 1141 bezeugt, † geistlich 26. Juni 1170 in Foucarmont, Graf von Eu, Lord of Hastings, bestattet in Foucarmont; ⚭ Alice (Adelise) d’Aubigny, † 11. September wohl 1188, bestattet in Foucarmont, Tochter von William d’Aubigny, 1. Earl of Arundel (Haus Aubigny), und Adelise (Adelheid) von Lothringen (Reginare), sie heiratete in zweiter Ehe Alvred de Saint-Martin, Dapifer des Königs von England († nach 30. November 1189)
          1. Heinrich (Henri) II., † 16. oder 17. Juli 1190/91, Graf von Eu, Lord of Hastings, bestattet in Foucarmont; ⚭ Mathilde de Warenne, † wohl 1212, bestattet in Foucarmont, Tochter von Hamelin de Warenne, Earl of Surrey (Haus Plantagenet), sie heiratete in zweiter Ehe Henry d’Estouteville of Eckington, county Derby, seigneur de Valmont († 5. April vor 1236, bestattet in der Abtei Notre-Dame du Pré in Valmont) (Haus Estouteville)
            1. Raoul, † 1186, bestattet in Foucarmont
            2. Guy, † 1185, bestattet in Foucarmont
            3. Alix, † 13./15. Mai 1246 in La Mothe-Saint-Héray, 1208 Comtesse d’Eu, Lady of Hastings; ⚭ vor 1191 Raoul de Lusignan, genannt Raoul d’Issoudun, 1101 Graf von Eu, † 1. Mai 1219 in Melle, bestattet in Lusignan

          2. Robert, † Akkon, bestattet in Jerusalem
          3. Johann (Jean) II., 1202 Graf von Eu, † 4. August nach 1207, bestattet in Foucarmont, geistlich
          4. Henry, 1195 Dechant von St. Mary’s zu Hastings, bestattet in Foucarmont
          5. Adam, † vor 18. Februar 1228
          6. Mathilde; ⚭ Henri, seigneur d'Estouteville, † 5. April 1232
          7. Marguerite; ⚭ NN, seigneur de Saint-Remi-en-Rivière

        2. Etienne, † England, Tempelritter
        3. Béatrice
        4. Mahaut

      2. Robert, 1101/9 bezeugt
        1. Thomas de Bréançon

      3. Guillaume de Ältere, 1101/9 bezeugt
      4. Guillaume der Jüngere, 1101/9 bezeugt

    2. Raoul
    3. Robert
    4. Armand d’Eu; ⚭ Béatrice, † 1100 (oder 1101), Tochter von Tankred von Hauteville (Hauteville (Adelsgeschlecht))
      1. Robert, † 27. Juli 1080, Conte di Matera, 1068 Conte di Montescaglioso; ⚭ Amelin, Tochter von Belgrano, Herr von Brindisi
        1. Unfred, † wohl 1093, 1082 Conte di Montescaglioso
          1. Godofredo, † 1. Mai 1099
          2. Rodolfo Maccabeo, † kurz nach 1110, Conte di Montescaglioso; ⚭ 4. September 1087 Emma, * wohl 1063, † nach 1119, Tochter von Roger I., Graf von Sizilien (Hauteville (Adelsgeschlecht))
            1. Ruggiero Maccabeo, † 1124, 1115 Conte di Montescaglioso
            2. Alicia, 1115/34 bezeugt; ⚭ 1119 Rainaldo Archel, † um November 1132
            3. Giuditta; ⚭ vor 1144 Ruggiero de Montibus

          3. Adelina; ⚭ Giordano
          4. Guglielmo, 1097/1113 bezeugt
          5. Roberto, Conte di Montescaglioso 1099/1124
            1. Guglielmo di Montescaglioso, † 1134/35
              1. Roberto, 1130/37 bezeugt, † vor 1167
              2. Sibilla, 1130 bezeugt
              3. Tommaso, 1130 bezeugt

            2. Roberto, 1150 bezeugt
            3. Claricia, 1130 bezeugt

    5. Eremburge, † nach 1087; ⚭ nach 1080 Roger I., Graf von Sizilien, † 22. Juni 1101 (Hauteville (Adelsgeschlecht))
    6.  ? Condoha (Condor) 1078–87 bezeugt; ⚭ Foulques, Graf von Angoulême, † 1087 (Haus Taillefer)

### Die Jarls der Orkney-Inseln
1. Turf-Einar, Jarl von Orkney → Vorfahren siehe oben
  1. Thorfinn I. Skullcleaver, Jarl von Orkney, Siedler in Island; ⚭ Grelad, Tochter von Dungad, Earl of Caithness
    1. Arnfinn, Jarl von Orkney, ermordet; ⚭ Ragnhild Eiriksdatter von Norwegen, Tochter von Eirik Blutaxt, König von Norwegen (Ynglinge), sie heiratete in zweiter Ehe Hovard, Jarl von Orkney, ermordet, und in dritter Ehe Ljot, Jarl von Orkney, gefallen, beides Brüder Arnfinns
    2. Hovard, Jark von Orkney, ermordet; ⚭ Ragnhild Eiriksdatter von Norwegen, Tochter von Eirik Blutaxt, König von Norwegen (Ynglinge), Witwe Arnfinns, sie heiratete in dritter Ehe Ljot, Jarl von Orkney, gefallen, beides Brüder Hovards
    3. Ljot, gefallen; ⚭ Ragnhild Eiriksdatter von Norwegen, Tochter von Eirik Blutaxt, König von Norwegen (Ynglinge), Witwe von Arnfinn und Hovard, beides Brüder Ljots
    4. Skull, Jarl von Orkney
    5. Lodver (Hlöðvis), Jarl von Orkney; ⚭ Edna, Königstochter aus Irland
      1. Sigurd der Dicke, ⚔ 23. April 1014, Jarl von Orkney; ⚭ Donada, Tochter von Malcolm II., König von Schottland (Haus Alpin)
        1. Whelp (Hound)
        2. Summerlid, Jarl von Orkney
        3. Bruce, Jarl von Orkney
          1. Rognvald, Jarl von Orkney

        4. Einar Wrongmouth, Jarl von Orkney
        5. Thorfinn II., Jarl von Orkeny; ⚭ Ingibjörg Finnsdatter, Tochter von Finn Arnisson
          1. Paul I., † 1098, Jarl von Orkney; ⚭ NN Hakonsdotter, Tochter von Hakon Ivarsson und Ragnhild Magnusdatter von Norwegen
            1. Hakon, Jarl von Orkney; ⚭ Helga von Dair
              1. Paul II. der Stumme, Jarl von Orkney
              2. Ingibjörg; ⚭ Olav Bitling, König von Sodor
              3. Margaret; ⚭ Madach (Maddad), Mormaer von Atholl, † wohl 1152
              4. (unehelich, Mutter: NN) Harald, Jarl von Orkney

          2. Erlend, Jarl von Orkney; ⚭Thora, Tochter von Summerlid
            1. Magnus, Jarl von Orkney
            2. Gunnhild, ⚭ Kol Kalisson von Agdir (Norwegen)
              1. Rögnvald Kali Kolsson, Jarl von Orkney
                1. Ingigerd; ⚭ Erik Slagbrellir
                  1. Harald Ungi, Jarl von Orkney

              2. Ingigerd

            3. Erling, Jarl von Orkney

  2. Arnkel, Jarl von Orkney
  3. Erlend, Jarl von Orkney